# Бежа
Вижте пояснителната страница за други значения на Бежа.
Бежа (на португалски: Beja) е град в южна Португалия, административен център на окръг Бежа в региона Алентежу. Населението му е около 21 700 души (2001).
Разположен е на 255 метра надморска височина, на 43 километра северозападно от границата с Испания и на 135 километра югоизточно от столицата Лисабон. Селището съществува от Античността и е важен център през римската и ислямската епоха, но е тежко засегнато от Реконкистата в XIII век.

## Известни личности
Родени в Бежа
- Карлуш Моедаш (р. 1970), политик